# 旭川医科大学病院
旭川医科大学病院（あさひかわいかだいがくびょういん、英語：Asahikawa Medical University Hospital）は、北海道旭川市にある旭川医科大学の大学病院。

## 概要
道北・道東エリアの医療を担う基幹病院になっている。救命救急センターは道北ドクターヘリ協力病院として地域の救急医療の要になっているほか、全国に先駆け設立された遠隔医療センターは北海道内のみならず日本国内外との遠隔医療を推進している。

## 沿革
- 1976年（昭和51年）：「旭川医科大学医学部附属病院」開院[3]。
- 1986年（昭和61年）：病理部設置[3]。
- 1989年（平成元年）：輸血部設置[3]。
- 1992年（平成04年）：救急部設置[3]。
- 1994年（平成06年）：集中治療部設置[3]。
- 1998年（平成10年）：医療情報部設置[3]。
- 1999年（平成11年）：遠隔医療センター設置（学内措置）[3]。
- 2000年（平成12年）：治験支援センター設置[3]。
- 2001年（平成13年）：卒後臨床研修センター設置[3]。
- 2002年（平成14年）：総合診療部、医療安全管理部設置[3]。
- 2003年（平成15年）：周産母子センター、経営企画部設置[3]。
- 2005年（平成17年）：検査部・輸血部を臨床検査・輸血部に統合[3]。「旭川医科大学病院」と改称[3]。点滴センター設置[3]。
- 2006年（平成18年）：地域医療総合センター設置[3]。光学診療部設置、理学療法室を理学療法部へ改組[3]。
- 2007年（平成19年）：腫瘍センター設置[3]。
- 2008年（平成20年）：診療技術部、呼吸器センター設置[3]。
- 2009年（平成21年）：緩和ケア診療部、栄養管理部、入退院センター設置[3]。
- 2010年（平成22年）：救急部を救命救急センターに改組[3]。
- 2011年（平成23年）：乳腺疾患センター設置、理学療法部をリハビリテーション部に改組[3]。
- 2012年（平成24年）：透析室を透析センターに改組[3]。
- 2015年（平成27年）：臨床研究支援センター設置[3]。

## 機関指定
（下表の出典）
| 保険医療機関                             | 特定機能病院                                   | 労災保険指定医療機関                     |
| 指定自立支援医療機関（更生医療）         | 災害拠点病院                                   | 指定自立支援医療機関（育成医療）         |
| 指定自立支援医療機関（精神通院医療）     | 身体障害者福祉法指定医の配置されている医療機関 | 救命救急センター                         |
| 臨床研修病院                             | 精神保健指定医の配置されている医療機関         | 生活保護法指定医療機関                   |
| 臨床修練病院等                           | 結核指定医療機関                               | がん診療連携拠点病院                     |
| 指定養育医療機関                         | エイズ治療拠点病院                             | 肝疾患診療連携拠点病院                   |
| 指定小児慢性特定疾病医療機関             | 特定疾患治療研究事業委託医療機関               | 小児慢性特定疾患治療研究事業委託医療機関 |
| 戦傷病者特別援護法指定医療機関           | DPC対象病院                                    | 原子爆弾被害者一般疾病医療取扱医療機関   |
| 地域周産期母子医療センター               | 不妊専門相談センター                           | 公害医療機関                             |
| 母体保護法指定医の配置されている医療機関 |                                                |                                          |

- 原子力災害医療協力機関[5]
- ユニセフ･WHO 赤ちゃんにやさしい病院 (Baby Friendly Hospital) 認定病院[6]
- ホスピレート認定（働きやすい病院評価）[7]
- 公益財団法人日本医療機能評価機構認定病院[8]
- このほか、各種法令による指定・認定病院であるとともに、各学会の認定施設でもある。

## 診療科等
診療科
- 第1内科（循環器内科、腎臓内科、呼吸器内科、神経内科）
- 第2内科（糖尿病内科、膠原病内科、内分泌内科、消化器内科）
- 第3内科（消化器内科、血液・腫瘍内科）
- 精神科神経科
- 小児科（小児科・思春期科、新生児科）
- 外科（血管外科、呼吸器外科、腫瘍外科）
- 外科（心臓大血管）
- 外科（消化器外科）
- 整形外科
- 皮膚科
- 泌尿器科
- 眼科
- 耳鼻咽喉科、頭頸部外科
- 産科婦人科（女性医学科、産婦人科・生殖医学科、周産母子科）
- 放射線科
- 麻酔科蘇生科（麻酔科蘇生科、ペインクリニック・緩和ケア科）
- 脳神経外科
- 歯科口腔外科
- 救急科
- リハビリテーション科
- 病理診断科

専門外来
- がん診療相談支援センター／腫瘍センター
- 肝疾患相談支援室
- 子どもの発達診療センター
- セカンドオピニオン外来

センター
- 救命救急センター
- 周産母子センター
- 卒後臨床研修センター
- 遠隔医療センター
- 臨床研究支援センター
- 地域医療総合センター
- 点滴センター
- 入退院センター
- 透析センター

部門
- 臨床検査・輸血部
- 手術部
- 放射線部
- 材料部
- 病理部
- 集中治療部
- 総合診療部
- リハビリテーション部
- 地域医療連携室
- 臨床工学室
- 遺伝子治療カウンセリング室
- 栄養管理部
- 医療安全管理部
- 感染制御部
- 薬剤部
- 看護部
- 診療技術部

## 施設認定
| 日本内科学会認定施設                                     | 日本消化器病学会認定施設                               |
| 日本消化器内視鏡学会認定施設                             | 日本胸部外科学会認定施設                               |
| 日本呼吸器外科学会認定施設                               | 呼吸器内視鏡学会認定施設                               |
| 乳癌学会認定施設                                         | 日本老年精神医学会専門医制度認定施設                   |
| 日本睡眠学会認定医療機関A型                              | 日本てんかん学会認定医（臨床専門医）研修施設           |
| 日本精神神経学会精神科専門医制度研修施設                 | 臨床精神神経薬理学会研修施設                           |
| 日本産科婦人科学会専門医制度卒後研修指導施設             | 日本婦人科腫瘍学会専門医制度指定修練施設               |
| 婦人科腫瘍専門医制度指定修練施設                         | 婦人科悪性腫瘍化学療法研究機構（JGOG）登録参加認定施設 |
| 日本産科婦人内視鏡学会認定研修施設                       | 日本周産期・新生児医学会母体・胎児認定施設             |
| 日本生殖医学会認定研修施設                               | 日本アレルギー学会認定施設                             |
| 日本医学放射線学会放射線科専門医総合修練機関             | 日本核医学会認定医教育病院                             |
| 日本放射線腫瘍学会認定施設                               | 日本IVR学会指導医修練施設                              |
| 日本臨床検査医学会認定研修施設                           | 臨床遺伝専門医制度認定研修施設                         |
| 日本臨床細胞学会認定施設                                 | 日本臨床細胞学会教育研修施設                           |
| 日本臨床腫瘍研究グループ（JCOG）皮膚腫瘍グループ参加施設 | 日本医療薬学会認定薬剤師制度研修施設                   |
| 日本医療薬学会薬物療法認定薬剤師制度研修施設             | 日本医療薬学会がん専門薬剤師研修事業研修施設           |
| 日本臨床薬理学会認定薬剤師研修施設                       | 日本病院薬剤師会がん薬物療法認定薬剤師研修事業研修施設 |
| 日本薬剤師研修センター薬局・病院実務研修施設             | 日本薬剤師研修センター小児薬物療法認定薬剤師研修施設   |
| 薬学教育協議会薬学生実務実習受入施設                     | 自家培養軟骨使用認定施設                               |

## アクセス・駐車場
北海道道90号旭川環状線沿いに位置している。
- 旭川電気軌道「医大病院前」バス停下車[9]
- JR函館本線・JR宗谷本線・JR富良野線「旭川駅」からタクシーで約15分[9]
- 旭川空港からタクシーで約20分[9]
- 駐車場あり[9]

## 不祥事・医療ミス・医療事故
- 2020年7月10日（発表日） - 2011年以降、別の医師からの病理組織診断やCTの検査報告書で、8人の患者について、がんの疑いを指摘されていたが、担当医師が気付かず、結果的に放置したことなどで診断が遅れた。病院は80代の男女3人が既に死亡、うち1人は救えた可能性が高いとの認識を示した。また死亡した残る2人についても診断遅れによる影響は「否定できない」としている[10]。
- 2020年8月（報道） - 当院勤務の男性医師（40歳）が、2009年の旭川医科大学在学時に指導教官の指示で試薬の廃棄をした際、有毒ガスが発生し、肺気腫などを発症したとして大学などに損害賠償を求めた訴訟に絡み、男性医師が有休を取得したとする書類を大学側が無断で作成し、約30日分を消化した扱いとし、「手続きをしなければ無給となる」と男性医師に通告していたことがわかった[11][12][13]。
- 2020年11月 - 2020年11月24日に当院の受診を予約していた患者の母親が、新型コロナウイルス感染症のクラスターが発生した病院で勤務しているとの理由で、当院が受診を拒否した。母親はPCR検査の結果、陰性であり、クラスターが発生した病室では勤務しておらず、濃厚接触者でもなかった。患者の父親は受診拒否を不当とし、当院運営法人である大学の吉田晃敏学長を相手取り、30万円の損害賠償を求めて旭川簡易裁判所に提訴した[14]。

### 新型コロナウイルス染症に関する吉田晃敏学長の言動に関する騒動
- 2021年1月（報道） - 新型コロナウイルス感染症の患者受け入れを巡り、受け入れの許可を求めた本院の病院長に対し、吉田晃敏学長が「受け入れるならお前が辞めろ」などと発言したとして、文部科学省国立大学法人支援課は「事実であれば、ハラスメントにあたる恐れがある」と問題視し、事実確認を行っていることが報道された。旭川市では2020年11月上旬、慶友会吉田病院で患者や職員ら200人以上が感染・死亡34人（2020年12月14日現在）する感染者集団が発生。11月8日に市内の5つの基幹病院で協議し、本院でも患者を受け入れることにした。吉田学長は「受け入れは許さない」などと病院長に言い渡し、クラスター発生の初期段階で受け入れを拒否させていた[15][16]。
- また吉田学長は2020年12月、大学運営会議で慶友会吉田病院に対し「コロナを完全になくすためには、あの病院（吉田病院）が完全になくなるしかない」「この旭川市に吉田病院があるということ自体が、ぐじゅぐじゅ、ぐじゅぐじゅとコロナをまき散らして」と発言したと週刊文春に報じられ、その後、発言を認めている[16][17][18]。
- 本学元助教授や道内外の医師らが「吉田晃敏旭川医科大学学長のリコールを求める全国有志の会」を発足させ、吉田学長の解任を求める署名活動を開始。ネットを通じて署名を募り、文部科学大臣や本学の学長選考会議などに提出するとしている[19]。また2月には現役教授17人、名誉教授5人で構成された有志団体が学内で吉田晃敏学長の辞職を求める署名活動を始めた[20]。
- 1月26日、大学役員会は記者会見を開き、病院長が吉田学長の一連の言動を外部に漏らし、混乱を招いたとして辞任するよう求めたが病院長が拒否したため解任（1月25日付）したと発表。病院長は「十分な反論を受け入れず、具体的な証拠を欠いた中で辞任を迫り、解任したことは、真実隠しと思わざるをえない。新型コロナの感染対策を行ってきた自分を解任したことは、地域医療をないがしろにしているとしか思えない」と強く反論し、録音と漏洩を否定した。学内では突然の病院長解任に職員が当惑していると報じられた。吉田晃敏学長は患者受け入れを許可しなかった判断は、「動物的な勘」だったとし[21]、「僕の判断は間違っていなかった」と記者会見で主張した。萩生田光一文部科学大臣は、閣議のあとの記者会見で「吉田学長の言動に関する報道について、先月（2020年12月）25日付けで大学に事実関係の確認を求める文書を出し、回答を得たので、その内容を精査している」と述べた[22][23][24][25]。

#### 吉田学長の辞表提出、学長選考会議による学長解任相当決定（不適切行為認定）へ
- 6月1日、学長選考会議が設置した調査委員会が当時の病院長の主張を認め、「パワハラに当たる」と選考会議に報告した[26][27]。学長選考会議が吉田学長から事情を聴き、処分を決める方針であったが、6月15日付で、吉田学長が辞表を提出した[28]。
- 6月22日、学長選考会議は会合を開き、新型コロナウイルス感染症や病院長への不適切な対応、職員へのパワハラ行為、勤務時間中の飲酒、対外的信用を失う行為などを理由として、吉田学長を「解任相当」と決定した[29]。
- なお、学長選考会議が非公開で行われていた同日午後4時30分ごろ、北海道新聞社の22歳の女性記者が正当な理由なく大学内に侵入し、会議室付近の廊下にいたところを大学職員に取り押さえられ、建造物侵入の現行犯で逮捕された。北海道新聞社は女性記者の逮捕に対し、「本紙の記者が逮捕されたことは遺憾です。記者は当時学長の解任問題を取材中でした。逮捕された経緯などについて確認し、読者の皆様に改めて説明させていただきます」とコメントした[30]。

## 新型コロナウイルス感染症
- 12月1日、旭川にある慶友会吉田病院の吉田良子理事長は、吉田病院の新型コロナウィルス感染症クラスター発生と同時に旭川医科大学病院がそれまで吉田病院に派遣していた非常勤医を一斉に引き上げたことを公表した[要出典]。

## テレビ番組
- 日経スペシャル ガイアの夜明け 医療格差をなくせ！～最先端　遠隔医療の可能性～（2008年2月12日、テレビ東京）[31] - 遠隔医療に挑む患者と医師に密着。

## 参考資料
- “平成28年度 概要” (PDF).  国立大学法人旭川医科大学 (2016年). 2017年1月16日閲覧。